# Yitskhok Rudashevski

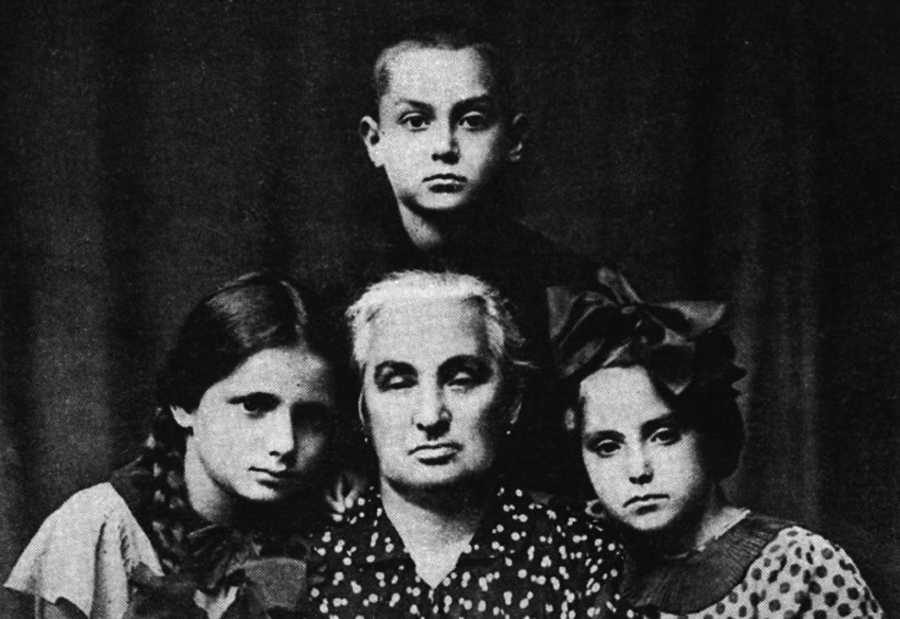
Yitskhok Rudashevski mit seiner Großmutter und zwei Cousinen, rechts Sore Voloshin in Wilna, 1936

Yitskhok Rudashevski (jiddisch יצחק רודאשעווסקי, polnisch Jicchok Rudaszewski; * 10. Dezember 1927 in Wilna, heute Vilnius; † 5. oder 7. Oktober 1943 in Ponary) war ein jüdischer Jugendlicher polnischer Staatsangehörigkeit, der während des Zweiten Weltkriegs im Ghetto Wilna Tagebuch schrieb. Das in jiddischer Sprache verfasste Tagebuch, das 1944 unmittelbar nach der Befreiung der Stadt von seiner Cousine Sore Voloshin (Wołoszyn) gefunden wurde, ist in vielen Sprachen veröffentlicht worden.

## Leben
Yitzkhok war das einzige Kind von Elihu Rudashevski und Roze Voloshin. Sein Vater war Setzer bei der linksgerichteten jiddischen Zeitung Vilner Tog und seine Mutter arbeitete als Näherin. Seine Familie gehörte zum aufgeklärt-säkularen Bürgertum der Stadt, die als „Jerusalem des Nordens“  bezeichnet wurde, weil sie sich zu einem bedeutenden Zentrum jüdischer Kultur entwickelt hatte. Wilna, das mehrheitlich von Polen und Juden bewohnt war, gehörte in der Zwischenkriegszeit zur Zweiten Polnischen Republik. Im Zuge der vierten Teilung Polens in Folge des Hitler-Stalin-Pakts wurde es von der Roten Armee besetzt und im Oktober 1939 Hauptstadt der litauischen Republik. Auch nach der Annexion des Landes durch die Sowjetunion im Sommer 1940 war Vilnius Hauptstadt der Litauischen Sozialistischen Sowjetrepublik. Bei der Besetzung der Stadt durch die Wehrmacht am 24. Juni 1941 gerieten etwa 70.000 Juden unter deutsche Herrschaft. Schon Ende August begannen die Besatzer und ihre litauischen Helfer Massenerschießungen im Wald von Ponary (litauisch Panariai) durchzuführen. Itskhok musste mit seiner Familie in eines der beiden Ghettos umziehen, die Anfang September eingerichtet wurden. Weiteren Mordaktionen entgingen er und seine Eltern im Versteck, während seine Großmutter im Zuge der Auflösung des kleineren Ghettos am 21. Oktober ermordet wurde. Obwohl die Massenmordaktionen im Dezember zunächst aufhörten, war das Leben der Ghettobewohner weiterhin bedroht. Yitskhok litt unter den beengten Verhältnissen im Ghetto, insbesondere unter dem Mangel an Bildungsmöglichkeiten. Erst als er Anfang Oktober wieder regelmäßig die Schule besuchen und an vielfältigen Aktivitäten eines Jugendclubs teilnehmen konnte, hellte sich seine Stimmung auf. Aber spätestens im Frühjahr 1943, als bekannt wurde, dass die Bewohner der Ghettos benachbarter weißrussischer Städte in Ponary ermordet worden waren, war ihm klar, dass seine Überlebenschancen gering waren. Doch auch nach der Räumung und weitgehenden Zerstörung des Ghettos in der Zeit vom 23. bis 25. September 1943 harrten er und seine Familie dort noch unter grauenhaften Bedingungen aus. Am 5. oder 7. Oktober 1943 aber wurde ihr Versteck entdeckt. Sie wurden nach Ponary verbracht und dort ermordet. Nur Yitskhoks Cousine Sore Voloshin gelang es, während des Transports zu entkommen. Sie gelangte zu Partisanen und kehrte nach der Besetzung Wilnas durch die Rote Armee im Juli 1944 in die Stadt zurück.

## Das Tagebuch
Im Alter von 14 Jahren begann Yitskhok seine Aufzeichnungen im Frühjahr 1942 mit einem Rückblick auf die Geschehnisse in Vilnius seit dem deutschen Überfall auf die Sowjetunion am 22. Juni 1941 und der wenig später erfolgten Besetzung seiner Heimatstadt durch die deutsche Wehrmacht. Vom 12. September 1942 an bis zum 7. April 1943 schrieb er nahezu täglich auf, was er erlebte, empfand, dachte und tat. Er hielt die Schikanen der Deutschen und ihrer Helfer im Ghetto von Wilna und die Mordaktionen im benachbarten Ponary fest, aber auch die vielfältigen Aktivitäten im wiedergegründeten Gymnasium und im Jugendklub, an denen er intensiv teilnahm. Ebenso differenziert wie kritisch beschrieb er das Alltagsleben und kommentierte das Verhalten des Judenrats und der jüdischen Polizei. In seinem letzten Eintrag, den er zwei Tage nach einer weiteren Massenerschießung niederschrieb, berichtete er von seiner Jugendgruppe, die den Mordkommandos Widerstand leisten wollte: „Unsere Stimmung ist ein bisschen besser. Man kann im Klub ein glückliches Lied hören. Wir sind jedoch auf alles vorbereitet, denn der Montag hat bewiesen, dass wir auf nichts vertrauen und nichts glauben dürfen. Uns kann das Schlimmste geschehen.“ Das Manuskript wird heute im YIVO Institute for Jewish Research in New York aufbewahrt. Yitskhoks Tagebuch wurde 1953 (gekürzt) in einer Zeitschrift auf Jiddisch, 1968 auf Hebräisch, 1973 auf Englisch, 2016 auf Französisch, 2018 in einer gekürzten zweisprachigen (jiddisch-litauischen) Ausgabe und 2020 auf Deutsch veröffentlicht: Yitskhok Rudashevski: Tagebuch aus dem Ghetto von Wilna. Juni 1941 – April 1943, aus dem Englischen übersetzt und herausgegeben von Wolf Kaiser, Metropol, Berlin 2020, S. 140.
YIVO: Abraham Sutzkever-Szmerke Kaczerginski Vilna Ghetto Collection, 1939–1950, RG 223.

## Ausgaben
- Tagebuch aus dem Ghetto von Wilna. Juni 1941 – April 1943, aus dem Englischen übersetzt und herausgegeben von Wolf Kaiser, Metropol, Berlin 2020, ISBN 978-3-86331-534-4.
- טאָגבוך פֿון ווילנער געטאָ [Togbukh fun Vilner geto], in: Di Goldene Keyt, Nr. 15 (1953), S. 18–56.
- 1943 יומנו של נער מווילנה. יוני 1941 - אפריל [Tagebuch eines Jugendlichen aus Wilna. Juni 1941 – April 1943], übersetzt. von Abraham Yavin, herausgegeben von Tsvi Shner, Hakibbutz Hameuchad Publishing House, Tel Aviv 1968.
- The Diary of the Vilna Ghetto. Juni 1941 – April 1943, herausgegeben und übersetzt von Percy Matenko, Beit Lohamei Haghetaot and Hakibbutz Hameuchad Publishing House, Tel Aviv 1973, 2. Aufl. 1979.
- Entre les murs du ghetto de Wilno 1941–1943. Journal, herausgegeben und übersetzt von Batia Baum, Édition de l’Antilope, Paris 2016, ISBN 979-10-95360-03-2.
- Icchokas Rudaševskis: Vilniaus geto dienoraštis, herausgegeben und übersetzt von Mindaugas Kvietkauskas, Lietuvos žydų bendruomenė, Vilnius 2018, ISBN 978-9955-9317-3-7.